# Maharishi Vedic City, Iowa
Maharishi Vedic City là một thành phố thuộc quận Jefferson, tiểu bang Iowa, Hoa Kỳ. Năm 2010, dân số của thành phố này là 259 người.

## Dân số
Dân số qua các năm:
- Năm 2000: (X) người.
- Năm 2010: 259 người.